# Benelli TreK 1130
Die Benelli TreK 1130 ist ein Motorrad des italienischen Zweiradherstellers Benelli. Die Reiseenduro ist konstruktiv von der Tornado Naked Tre (TnT) abgeleitet und wird von dem gleichen Reihendreizylindermotor angetrieben.

## Technische Daten

### Antrieb
Der flüssigkeitsgekühlte Dreizylindermotor erzeugt aus 1131 cm³ Hubraum eine Nennleistung von 92 kW (125 PS) und ein maximales Drehmoment von 112 Nm bei einer Drehzahl von 5000 min−1. Die drei Zylinder des quer montierten Reihenmotors haben eine Bohrung von 88 mm Durchmesser, die Kolben einen Hub von 62 mm bei einem Verdichtungsverhältnis von 11,6:1. Der Zylinderkopf hat zwei kettengetriebene, obenliegende Nockenwellen, welche über Kipphebel je Zylinder zwei Einlass- und zwei Auslassventile ansteuert.
Der Viertaktmotor beschleunigt das Motorrad in 3,2 Sekunden von 0 auf 100 km/h und erreicht eine Höchstgeschwindigkeit von 245 km/h.

### Fahrwerk
Das Fahrwerk baut auf einem Verbund-Brückenrahmen aus Stahlrohr und Aluminium-Gussteilen auf und hat hinten eine Gitterrohrschwinge mit einem Zentralfederbein von Sachs. Das Vorderrad wird von einer UpsideDown-Teleskopgabel von Marzocchi mit 50 mm Standrohrdurchmesser geführt. Am Vorderreifen verzögert eine Doppelscheibenbremse mit Vier-Kolben-Bremssätteln, hinten eine Scheibenbremse mit Zwei-Kolben-Bremssattel. Die Bremsanlage verzögert mit durchschnittlich 9,96 m/s².

### Kraftübertragung
Der Primärtrieb erfolgt über Zahnräder. Die Krafttrennung erfolgt durch eine mechanisch betätigte Mehrscheiben-Ölbadkupplung, die Drehmomentumwandlung durch ein Getriebe mit sechs Gängen. Der Sekundärantrieb erfolgt über einen Kettenantrieb.

### Elektrische Anlage
Die Starterbatterie hat eine Kapazität von 12 Ah und versorgt den elektrischen Anlasser. Die Lichtmaschine erzeugt eine elektrische Leistung von 550 Watt. Das Cockpit hat einen analogen Drehzahlmesser, einen Bordcomputer und eine Kühlflüssigkeitsanzeige sowie Druckknopf zur Anwahl von zwei unterschiedlichen Kennfeldern.

### Kraftstoffversorgung und -verbrauch
Die Gemischbildung erfolgt durch eine elektronisch gesteuerte Kraftstoffeinspritzung mit ⌀ 53 mm Drosselklappen. Der durchschnittliche Kraftstoffverbrauch beträgt 7,3 Liter auf 100 km bei einer Geschwindigkeit von 130 km/h. Der Kraftstofftank hat ein Volumen von 22 Liter, davon sind 4 Liter Reserve. Der Hersteller empfiehlt die Verwendung von bleifreiem Motorenbenzin mit einer Klopffestigkeit von mindestens 95 Oktan, die theoretische Reichweite beträgt 272 km an. Die Abgasnachbehandlung erfolgt durch einen geregelten Katalysator und unterschreitet die Schadstoffgrenzwerte der Abgasnorm Euro-3. Die 3-in-1-Auspuffanlage mündet unter der Sitzbank in einen Endschalldämpfer.

## Marktsituation
Die TreK ist in der Klasse der Reiseenduros mit über einem Liter Hubraum durchschnittlich motorisiert.
| Hersteller | Name                      | Motor | Hubraum | kW  | PS  | Nm  |
| ---------- | ------------------------- | ----- | ------- | --- | --- | --- |
| KTM        | 1190 Adventure            | V2    | 1195    | 110 | 150 | 125 |
| Ducati     | Multistrada 1200          | V2    | 1198    | 110 | 150 | 119 |
| Triumph    | Tiger Explorer            | R3    | 1215    | 101 | 137 | 121 |
| Honda      | VFR 1200 X Crosstourer    | V4    | 1237    | 95  | 129 | 126 |
| Aprilia    | ETV 1200 Caponord         | V2    | 1197    | 94  | 128 | 116 |
| Benelli    | TreK 1130                 | R3    | 1131    | 92  | 125 | 112 |
| BMW        | R 1200 GS (K50)           | B2    | 1170    | 92  | 125 | 125 |
| Kawasaki   | Versys 1000               | R4    | 1043    | 87  | 118 | 102 |
| Yamaha     | XT 1200 Z Super Ténéré    | R2    | 1199    | 81  | 110 | 114 |
| BMW        | R 1200 GS Adventure (K51) | B2    | 1170    | 92  | 125 | 125 |
| Moto Guzzi | Stelvio 1200              | V2    | 1151    | 77  | 105 | 113 |

## Kritiken
„Wer unbedarft ab 3000 Touren den Gasgriff umlegt, bekommt das derzeit wohl aufregendste Ansauggeräusch aktueller Serienmotorräder geboten. Diese imposante Geräuschkulisse verklärt allerdings ein wenig den Blick für die Realität, denn der tatsächlich messbare Vortrieb wird dem phonetischen Anspruch nicht zwingend gerecht.“

„So empfiehlt sich die Benelli Trek all denjenigen, deren Motorrad nicht perfekt bis in letzte Detail sein muß, die aber dennoch auf eine gediegen gute Verarbeitung, ein wohlwollend gelungenes Design und Emotion gesteigerten Wert legen. Denn wenn die Übersetzung erst mal paßt, wird die Trek zum wilden Tier, rockt es richtig, dröhnt der Dreizylinder schaurig-schön in den Gehörgängen.“

„Die TreK ist ein Schluckspecht vor dem Herrn, kippt sich auf der Landstraße fast acht Liter Super hinter die Binde. Wohlgemerkt bei Spazierfahrt, wenn andere Big Bikes sich mit sechs Litern und weniger zufriedengeben. Gelegentliche kurze Aussetzer beim Beschleunigen und der Geruch nach ungereinigtem Abgas nähren obendrein den Verdacht, dass den Italienern die saubere Abstimmung des Dreizylinders noch nicht geglückt ist.“